# Pleurosicya australis
Pleurosicya australis es una especie de peces de la familia de los Gobiidae en el orden de los Perciformes.

## Distribución geográfica
Se encuentra en la Polinesia Francesa.

## Observaciones
Es inofensivo para los humanos.